# Gambia
Gambia este o țară în vestul Africii. Capitala este Banjul.

## Istorie
Teritoriul Gambiei de astăzi a fost populat în secolul al XIII-lea de triburile Wolof, Malinke și Fulani.
Primii exploratori europeni, care au descoperit râul Gambia în anul 1455, au fost navigatorii portughezi Antoniotti Usodimare și Luiz de Cadamosto. Au urmat francezii care, în 1681, au întemeiat enclava Albredabut.
În secolul al XVII-lea mai mulți comercianți englezi s-au stabilit în Gambia.
În 1807 a fost abolită sclavia care reprezentase până atunci principala sursă de venit.
În anul 1843 Gambia a devenit colonie a coroanei Britanice. În timpul mișcărilor de abolire a colonialismului în Africa, în 1965 Gambia a fost recunoscută ca și națiune independentă în Commonwealth of Nations (Comunitatea Națiunilor), iar independența deplină a fost aprobată prin referendumul din 1970 și în data de 24 aprilie a aceluiași an, Gambia s-a proclamat republică, președintele acesteia fiind ales Dauda Kairaba Jawara.
În 1994, Dauda Kairaba Jawara a fost îndepărtat printr-o lovitură de stat, condusă de Căpitanul Yahya Jammeh. Cu ocazia aceste lovituri de stat Constituția a fost abolită, iar partidele politice desființate.
Yahya Jammeh a promis noi alegeri, pe care le-a organizat în septembrie 1996, câștigându-le cu 55% din voturi. În anul 1997 s-a orientat către o guvernare civilă și a ridicat interdicția împotriva partidelor politice de opoziție.
În septembrie 2004 Jammeh a câștigat un al treilea mandat și a ieșit câștigător la alegerile din 2011, când a primit 72% din voturi.

## Geografie
Teritoriul statului se întinde pe cca. 300 km de-a lungul fluviului Gambia. Relieful este format dintr-o câmpie joasă (30–50 m) și lată  de cca. 35–40 km. Țărmul atlantic este ușor crestat.
Rețeaua hidrografică a statului Gambia este extrem de bogată. Cel mai important curs este fluviul Gambia, care se varsă în Oceanul Atlantic printr-un estuar. Afluenții principali ai acestuia sunt Nianija Galon, Sandougou, Bao etc.
În regiunile rurale cresc numeroase flori, inclusiv cassia galbenă și combretum stacojiu. Zona tropicală de arbuști are următoarele specii: bougainvillea, leandru și numeroase specii de hibiscus. Fauna este formată din numeroase specii de maimuțe. Gambia are un climat subtropical. Sezonul uscat durează din noiembrie până în mai, iar sezonul ploios din iunie până la sfârșitul lunii octombrie.

## Economie
Economia este bazată pe agricultură, industria prelucrătoare a materiei prime vegetale, meșteșuguri și pescuit. PIB-ul (1994) provine din următoarele sectoare: 28% din agricultură, 15% din industrie, 57% din servicii.
Principalul produs agricol al statului sunt arahidele (asigură 50% din venitul național). Se mai cultivă: mei, sorg, porumb, orez, bumbac, manioc, mici plantații de cocotieri. De asemenea, populația se ocupă și cu creșterea animalelor (bovine, ovine).
Gambia exportă arahide, nuci de cocos, ilmenit, ulei de palmier, pește, ceară și importă mașini și utilaje industriale, mijloace de transport, combustibili, produse alimentare. Comerțul extern se derulează cu state precum Franța, Regatul Unit, SUA, Germania ș.a.
Lungimea totală a căilor rutiere este de 24.000 km.

## Demografie
Republica Gambia avea în anul 2002 o populație de aproximativ 1,45 milioane de locuitori. Capitala Banjul are o populație destul de redusă (45.000 de locuitori în 2002). Alte orașe importante: Kombo St. Mary, Serrekunda, Brikama, Bakau, Farafenni ș.a.
Limba oficială a țării este engleza.
Componență etnică: negri sudanezi.
Culte: islamism 85%, creștinism.

## Cultură
Gambia este un amestec de triburi care trăiesc împreună în armonie. Grupul majoritar este Mandinka, urmat de  Fula, Wolof, Jula (n.b. din care se trage actualul președinte) și alte triburi mai reduse ca număr. Fiecare trib are limbă proprie, dar limba oficială este limba engleză. Poporul gambian este în mod special prietenos și primitor. Muzica, sportul și plăcerea au un rol important în viața gambianului. Religia principală este islamul (peste 90%). Islamul este combinat cu obiceiurile și tradițiile locale. O mare parte din populație este puternic religioasă. Fanatismul și fundamentalismul sunt concepte necunoscute în Gambia. Moscheile răsar peste tot în sate și orașe și se diferențiază de așezămintele locale de bambus, chirpici și frunze prin culoarea verde. Cea mai mare moschee se află în capitala Banjul și se numește Moscheea cea Mare. Poligamia este un concept normal. Islamul permite ca un bărbat să aibă maximum 4 femei/soții, ceea ce are ca rezultat un sistem complicat al relațiilor familiale.

## Religia
La 11 decembrie 2015, președintele Gambiei Yahya Jammeh a declarat țara sa „stat islamic”, deoarece 95% din cei 1,8 milioane de locuitori sunt musulmani. În felul acesta, a spus președintele, Gambia se rupe definitiv de trecutul său colonial, când era stat laic, dar se va permite celor de alte religii să le practice în continuare. Homosexualitatea este interzisă în Gambia și se pedepsește cu până la 14 ani de închisoare.

### Patrimoniu mondial UNESCO
Până în 2011 pe lista patrimoniului mondial UNESCO au fost incluse 2 obiective din această țară.